# Раферсбойрен
Раферсбойрен (нем. Raversbeuren) — община в Германии, в земле Рейнланд-Пфальц. 
Входит в состав района Рейн-Хунсрюк. Подчиняется управлению Кирхберг.  Население составляет 128 человек (на 31 декабря 2010 года). Занимает площадь 5,14 км².